# Udaka Rámaputta
Udaka Rámaputta dzsáin remete, szent jógi, és a jógameditáció tanítója volt az ősi Indiában Rádzsgír környékén. Udaka Rámaputta - ahogy a neve is utal rá - sem Ráma egyik fia, sem egyik tanítványa nem volt. Udaka jógát tanított Gautama Buddhának, miután első tanítójától Álára Kálámától már nem tudott többet tanulni, mert elértje a szintjét. Udaka tanítómester segítségével érte el Gautama a legfőbb jóga-csendet és kévalinná vált, ami a dzsainizmusban jógamestert jelent. A megvilágosodást viszont nem sikerült elérniük.
Később miután Buddha elérte a megvilágosodást kereste korábbi tanítómestereit, de azok addigra már elhunytak.